# Kopparmora (norra delen)
Kopparmora (norra delen) var före 2015 en av SCB avgränsad och namnsatt småort. Vid 2015 års avgränsning klassades den som en del av tätorten Kopparmora.